# You and Me (Spargo)
You and Me is de eerste single van de Nederlandse groep Spargo, de band rond zanger Ellert Driessen en zangeres Lilian Day Jackson. Het verscheen begin 1980, haalde de eerste plaats in de hitlijsten en werd de bestverkochte single van dat jaar. Naar aanleiding van een documentaire over de ontstaansgeschiedenis van disco werd You and Me in 2013 door VARA TV Magazine uitgeroepen tot beste Nederdiscoklassieker.

## Latere versies
- In 1997 kwam Spargo na dertien jaar weer bij elkaar in de (min of meer) klassieke bezetting om een verzamelalbum te promoten; You and Me werd opnieuw uitgebracht in een remix.
- In 2018 verscheen de remix van DJ Jazzy Bobbi, de Engelse dochter van Ellert Driessen. Deze werd gebruikt in een reclamespot voor telefoonprovider Vodafone[1]; op YouTube is de volledige versie te zien.[2]

## Hitnoteringen
You and Me kwam in Nederland en België op nummer 1 van de hitlijsten. In Duitsland stond de single 26 weken genoteerd met nummer 14 als hoogste positie en in Zweden drie weken met 16 als hoogste.

### Nederlandse Top 40
| "You and Me" in de Nederlandse Top 40 van 15-03-1980 t/m 14-06-1980 | "You and Me" in de Nederlandse Top 40 van 15-03-1980 t/m 14-06-1980 | "You and Me" in de Nederlandse Top 40 van 15-03-1980 t/m 14-06-1980 | "You and Me" in de Nederlandse Top 40 van 15-03-1980 t/m 14-06-1980 | "You and Me" in de Nederlandse Top 40 van 15-03-1980 t/m 14-06-1980 | "You and Me" in de Nederlandse Top 40 van 15-03-1980 t/m 14-06-1980 | "You and Me" in de Nederlandse Top 40 van 15-03-1980 t/m 14-06-1980 | "You and Me" in de Nederlandse Top 40 van 15-03-1980 t/m 14-06-1980 | "You and Me" in de Nederlandse Top 40 van 15-03-1980 t/m 14-06-1980 | "You and Me" in de Nederlandse Top 40 van 15-03-1980 t/m 14-06-1980 | "You and Me" in de Nederlandse Top 40 van 15-03-1980 t/m 14-06-1980 | "You and Me" in de Nederlandse Top 40 van 15-03-1980 t/m 14-06-1980 | "You and Me" in de Nederlandse Top 40 van 15-03-1980 t/m 14-06-1980 | "You and Me" in de Nederlandse Top 40 van 15-03-1980 t/m 14-06-1980 | "You and Me" in de Nederlandse Top 40 van 15-03-1980 t/m 14-06-1980 | "You and Me" in de Nederlandse Top 40 van 15-03-1980 t/m 14-06-1980 |
| Week                                                                | 1                                                                   | 2                                                                   | 3                                                                   | 4                                                                   | 5                                                                   | 6                                                                   | 7                                                                   | 8                                                                   | 9                                                                   | 10                                                                  | 11                                                                  | 12                                                                  | 13                                                                  | 14                                                                  |                                                                     |
| ------------------------------------------------------------------- | ------------------------------------------------------------------- | ------------------------------------------------------------------- | ------------------------------------------------------------------- | ------------------------------------------------------------------- | ------------------------------------------------------------------- | ------------------------------------------------------------------- | ------------------------------------------------------------------- | ------------------------------------------------------------------- | ------------------------------------------------------------------- | ------------------------------------------------------------------- | ------------------------------------------------------------------- | ------------------------------------------------------------------- | ------------------------------------------------------------------- | ------------------------------------------------------------------- | ------------------------------------------------------------------- |
| Positie                                                             | 28                                                                  | 21                                                                  | 10                                                                  | 6                                                                   | 3                                                                   | 1                                                                   | 1                                                                   | 1                                                                   | 2                                                                   | 5                                                                   | 8                                                                   | 16                                                                  | 22                                                                  | 38                                                                  | uit                                                                 |

### Nationale Hitparade
| "You and Me" in de Nederlandse Nationale Hitparade van 15-03-1980 t/m 28-06-1980 | "You and Me" in de Nederlandse Nationale Hitparade van 15-03-1980 t/m 28-06-1980 | "You and Me" in de Nederlandse Nationale Hitparade van 15-03-1980 t/m 28-06-1980 | "You and Me" in de Nederlandse Nationale Hitparade van 15-03-1980 t/m 28-06-1980 | "You and Me" in de Nederlandse Nationale Hitparade van 15-03-1980 t/m 28-06-1980 | "You and Me" in de Nederlandse Nationale Hitparade van 15-03-1980 t/m 28-06-1980 | "You and Me" in de Nederlandse Nationale Hitparade van 15-03-1980 t/m 28-06-1980 | "You and Me" in de Nederlandse Nationale Hitparade van 15-03-1980 t/m 28-06-1980 | "You and Me" in de Nederlandse Nationale Hitparade van 15-03-1980 t/m 28-06-1980 | "You and Me" in de Nederlandse Nationale Hitparade van 15-03-1980 t/m 28-06-1980 | "You and Me" in de Nederlandse Nationale Hitparade van 15-03-1980 t/m 28-06-1980 | "You and Me" in de Nederlandse Nationale Hitparade van 15-03-1980 t/m 28-06-1980 | "You and Me" in de Nederlandse Nationale Hitparade van 15-03-1980 t/m 28-06-1980 | "You and Me" in de Nederlandse Nationale Hitparade van 15-03-1980 t/m 28-06-1980 | "You and Me" in de Nederlandse Nationale Hitparade van 15-03-1980 t/m 28-06-1980 | "You and Me" in de Nederlandse Nationale Hitparade van 15-03-1980 t/m 28-06-1980 | "You and Me" in de Nederlandse Nationale Hitparade van 15-03-1980 t/m 28-06-1980 | "You and Me" in de Nederlandse Nationale Hitparade van 15-03-1980 t/m 28-06-1980 |
| Week                                                                             | 1                                                                                | 2                                                                                | 3                                                                                | 4                                                                                | 5                                                                                | 6                                                                                | 7                                                                                | 8                                                                                | 9                                                                                | 10                                                                               | 11                                                                               | 12                                                                               | 13                                                                               | 14                                                                               | 15                                                                               | 16                                                                               |                                                                                  |
| -------------------------------------------------------------------------------- | -------------------------------------------------------------------------------- | -------------------------------------------------------------------------------- | -------------------------------------------------------------------------------- | -------------------------------------------------------------------------------- | -------------------------------------------------------------------------------- | -------------------------------------------------------------------------------- | -------------------------------------------------------------------------------- | -------------------------------------------------------------------------------- | -------------------------------------------------------------------------------- | -------------------------------------------------------------------------------- | -------------------------------------------------------------------------------- | -------------------------------------------------------------------------------- | -------------------------------------------------------------------------------- | -------------------------------------------------------------------------------- | -------------------------------------------------------------------------------- | -------------------------------------------------------------------------------- | -------------------------------------------------------------------------------- |
| Positie                                                                          | 44                                                                               | 11                                                                               | 4                                                                                | 3                                                                                | 1                                                                                | 1                                                                                | 1                                                                                | 1                                                                                | 2                                                                                | 2                                                                                | 5                                                                                | 5                                                                                | 18                                                                               | 18                                                                               | 41                                                                               | 45                                                                               | uit                                                                              |

### TROS Top 50
Hitnotering: 28-02-1980 t/m 19-06-1980. Hoogste notering: #1 (2 weken).

### TROS Europarade
Hitnotering: 13-04-1980 t/m 08-06-1980. Hoogste notering: #3 (1 week).

### Vlaamse Ultratop 50
| "You and Me" in de Vlaamse Ultratop 50 van 29-03-1980 t/m 14-06-1980 | "You and Me" in de Vlaamse Ultratop 50 van 29-03-1980 t/m 14-06-1980 | "You and Me" in de Vlaamse Ultratop 50 van 29-03-1980 t/m 14-06-1980 | "You and Me" in de Vlaamse Ultratop 50 van 29-03-1980 t/m 14-06-1980 | "You and Me" in de Vlaamse Ultratop 50 van 29-03-1980 t/m 14-06-1980 | "You and Me" in de Vlaamse Ultratop 50 van 29-03-1980 t/m 14-06-1980 | "You and Me" in de Vlaamse Ultratop 50 van 29-03-1980 t/m 14-06-1980 | "You and Me" in de Vlaamse Ultratop 50 van 29-03-1980 t/m 14-06-1980 | "You and Me" in de Vlaamse Ultratop 50 van 29-03-1980 t/m 14-06-1980 | "You and Me" in de Vlaamse Ultratop 50 van 29-03-1980 t/m 14-06-1980 | "You and Me" in de Vlaamse Ultratop 50 van 29-03-1980 t/m 14-06-1980 | "You and Me" in de Vlaamse Ultratop 50 van 29-03-1980 t/m 14-06-1980 | "You and Me" in de Vlaamse Ultratop 50 van 29-03-1980 t/m 14-06-1980 | "You and Me" in de Vlaamse Ultratop 50 van 29-03-1980 t/m 14-06-1980 |
| Week                                                                 | 1                                                                    | 2                                                                    | 3                                                                    | 4                                                                    | 5                                                                    | 6                                                                    | 7                                                                    | 8                                                                    | 9                                                                    | 10                                                                   | 11                                                                   | 12                                                                   |                                                                      |
| -------------------------------------------------------------------- | -------------------------------------------------------------------- | -------------------------------------------------------------------- | -------------------------------------------------------------------- | -------------------------------------------------------------------- | -------------------------------------------------------------------- | -------------------------------------------------------------------- | -------------------------------------------------------------------- | -------------------------------------------------------------------- | -------------------------------------------------------------------- | -------------------------------------------------------------------- | -------------------------------------------------------------------- | -------------------------------------------------------------------- | -------------------------------------------------------------------- |
| Positie                                                              | 30                                                                   | 10                                                                   | 4                                                                    | 2                                                                    | 1                                                                    | 1                                                                    | 2                                                                    | 3                                                                    | 3                                                                    | 6                                                                    | 10                                                                   | 17                                                                   | uit                                                                  |

### Vlaamse Radio 2 Top 30
| "You and Me" in de Vlaamse Radio 2 Top 30 binnen: 05-04-1980 | "You and Me" in de Vlaamse Radio 2 Top 30 binnen: 05-04-1980 | "You and Me" in de Vlaamse Radio 2 Top 30 binnen: 05-04-1980 | "You and Me" in de Vlaamse Radio 2 Top 30 binnen: 05-04-1980 | "You and Me" in de Vlaamse Radio 2 Top 30 binnen: 05-04-1980 | "You and Me" in de Vlaamse Radio 2 Top 30 binnen: 05-04-1980 | "You and Me" in de Vlaamse Radio 2 Top 30 binnen: 05-04-1980 | "You and Me" in de Vlaamse Radio 2 Top 30 binnen: 05-04-1980 | "You and Me" in de Vlaamse Radio 2 Top 30 binnen: 05-04-1980 | "You and Me" in de Vlaamse Radio 2 Top 30 binnen: 05-04-1980 | "You and Me" in de Vlaamse Radio 2 Top 30 binnen: 05-04-1980 | "You and Me" in de Vlaamse Radio 2 Top 30 binnen: 05-04-1980 | "You and Me" in de Vlaamse Radio 2 Top 30 binnen: 05-04-1980 |
| Week                                                         | 1                                                            | 2                                                            | 3                                                            | 4                                                            | 5                                                            | 6                                                            | 7                                                            | 8                                                            | 9                                                            | 10                                                           | 11                                                           |                                                              |
| ------------------------------------------------------------ | ------------------------------------------------------------ | ------------------------------------------------------------ | ------------------------------------------------------------ | ------------------------------------------------------------ | ------------------------------------------------------------ | ------------------------------------------------------------ | ------------------------------------------------------------ | ------------------------------------------------------------ | ------------------------------------------------------------ | ------------------------------------------------------------ | ------------------------------------------------------------ | ------------------------------------------------------------ |
| Positie:                                                     | 8                                                            | 2                                                            | 2                                                            | 1                                                            | 1                                                            | 2                                                            | 4                                                            | 5                                                            | 6                                                            | 24                                                           | 28                                                           | uit                                                          |

### NPO Radio 2 Top 2000
| Nummer met noteringen in de NPO Radio 2 Top 2000 | '99 | '00  | '01  | '02  | '03  | '04  | '05  | '06  | '07  | '08  | '09-'17 | '18  |
| ------------------------------------------------ | --- | ---- | ---- | ---- | ---- | ---- | ---- | ---- | ---- | ---- | ------- | ---- |
| You and Me                                       | 974 | 1411 | 1153 | 1616 | 1137 | 1617 | 1639 | 1490 | 1858 | 1552 | -       | 1461 |

1. ↑  Een '-' betekent dat het nummer niet was genoteerd en een vetgedrukt getal geeft de hoogste notering aan.
2. ↑  Deze tabel is bijgewerkt tot en met de laatste editie (2024).

1. ↑  https://www.youtube.com/watch?v=m4IvNMB50Zc
2. ↑  https://www.youtube.com/watch?v=z6x6gKkLiwg